# J
J, j (đọc là "giây" - /dʒeɪ/ theo tiếng Anh hoặc "gi" - /ʒi/ theo tiếng Pháp, âm đọc nặng hơn so với /zi/ - "di") là chữ thứ 10 trong phần lớn các bảng chữ cái dựa trên chữ Latinh. Tuy nhiên, do ảnh hưởng từ bảng chữ cái của tiếng Ý khi J không được dùng nên nó cũng không được sử dụng trong chữ Quốc Ngữ của tiếng Việt mà thay vào đó là sử dụng cặp chữ "gi" cho âm /j/. Ví dụ như Jarai thành "Gia Rai", Jeh-Tariang thành "Giẻ Triêng".
Đầu tiên J chỉ là chữ hoa cho chữ I nên nhiều người ở những nước nói tiếng Đức vẫn viết tên Isabel như Jsabel hay Ines như Jnes, trong khi ở Ý người ta vẫn có thể gặp chữ J được sử dụng như chữ I hoa trong cách viết cổ, còn cách viết hiện đại thì GI thay J.
Nhà nhân văn học Pierre de la Ramée (mất năm 1572) là người đầu tiên phân biệt chữ I với chữ J. Đầu tiên, hai cái chữ I và J đều phát âm như /i/, /i:/ và /j/ nhưng các ngôn ngữ trong nhóm ngôn ngữ Rôman phát triển thêm các âm mới (từ /j/ và /g/ cũ) cho I và J; do đó chữ J trong tiếng Anh (đến từ tiếng Pháp) có âm khác hẳn với chữ I.
Trong những ngôn ngữ thuộc nhóm ngôn ngữ German ngoài tiếng Anh, chữ J phát âm như /j/. Trong tiếng Thổ Nhĩ Kỳ, tiếng Azeri và tiếng Tatar, chữ J lúc nào cũng phát âm như /ʒ/.
Trong tiếng Nhật, ざじずぜぞ là các chữ trong cùng một hàng được viết theo romaji là za-ji-zu-ze-zo. じ được dịch sang "ji" (dùng chữ J) thay vì "zi" (dùng chữ Z) thể hiện rằng chữ này nên đọc nặng âm "dờ" hơn so với các chữ khác.
- Trong bảng mã ASCII dùng ở máy tính, chữ J hoa có giá trị 74 và chữ j thường có giá trị 106.
- Trong hệ đo lường quốc tế, J là ký hiệu cho joule.
- Theo mã số xe quốc tế, J được dùng cho Nhật Bản (Japan).
- Trong Hoá Học J là một trong hai chữ cái không có trong bảng tuần hoàn các nguyên tố hoá học.
- J được gọi là Juliet trong bảng chữ cái âm học NATO.
- Trong bài tây J là Bồi (bài Tây)

| Bảng chữ cái Latinh                                                                         | Bảng chữ cái Latinh       | Bảng chữ cái Latinh       | Bảng chữ cái Latinh       | Bảng chữ cái Latinh       | Bảng chữ cái Latinh       | Bảng chữ cái Latinh       | Bảng chữ cái Latinh       | Bảng chữ cái Latinh       | Bảng chữ cái Latinh       | Bảng chữ cái Latinh       | Bảng chữ cái Latinh       | Bảng chữ cái Latinh       | Bảng chữ cái Latinh       | Bảng chữ cái Latinh       | Bảng chữ cái Latinh       | Bảng chữ cái Latinh       | Bảng chữ cái Latinh       | Bảng chữ cái Latinh       | Bảng chữ cái Latinh       | Bảng chữ cái Latinh       | Bảng chữ cái Latinh       | Bảng chữ cái Latinh       | Bảng chữ cái Latinh       | Bảng chữ cái Latinh       | Bảng chữ cái Latinh       | Bảng chữ cái Latinh       | Bảng chữ cái Latinh       | Bảng chữ cái Latinh       | Bảng chữ cái Latinh       | Bảng chữ cái Latinh       | Bảng chữ cái Latinh       | Bảng chữ cái Latinh       |
| Bảng chữ cái chữ Quốc ngữ                                                                   | Bảng chữ cái chữ Quốc ngữ | Bảng chữ cái chữ Quốc ngữ | Bảng chữ cái chữ Quốc ngữ | Bảng chữ cái chữ Quốc ngữ | Bảng chữ cái chữ Quốc ngữ | Bảng chữ cái chữ Quốc ngữ | Bảng chữ cái chữ Quốc ngữ | Bảng chữ cái chữ Quốc ngữ | Bảng chữ cái chữ Quốc ngữ | Bảng chữ cái chữ Quốc ngữ | Bảng chữ cái chữ Quốc ngữ | Bảng chữ cái chữ Quốc ngữ | Bảng chữ cái chữ Quốc ngữ | Bảng chữ cái chữ Quốc ngữ | Bảng chữ cái chữ Quốc ngữ | Bảng chữ cái chữ Quốc ngữ | Bảng chữ cái chữ Quốc ngữ | Bảng chữ cái chữ Quốc ngữ | Bảng chữ cái chữ Quốc ngữ | Bảng chữ cái chữ Quốc ngữ | Bảng chữ cái chữ Quốc ngữ | Bảng chữ cái chữ Quốc ngữ | Bảng chữ cái chữ Quốc ngữ | Bảng chữ cái chữ Quốc ngữ | Bảng chữ cái chữ Quốc ngữ | Bảng chữ cái chữ Quốc ngữ | Bảng chữ cái chữ Quốc ngữ | Bảng chữ cái chữ Quốc ngữ | Bảng chữ cái chữ Quốc ngữ | Bảng chữ cái chữ Quốc ngữ | Bảng chữ cái chữ Quốc ngữ | Bảng chữ cái chữ Quốc ngữ |
| ------------------------------------------------------------------------------------------- | ------------------------- | ------------------------- | ------------------------- | ------------------------- | ------------------------- | ------------------------- | ------------------------- | ------------------------- | ------------------------- | ------------------------- | ------------------------- | ------------------------- | ------------------------- | ------------------------- | ------------------------- | ------------------------- | ------------------------- | ------------------------- | ------------------------- | ------------------------- | ------------------------- | ------------------------- | ------------------------- | ------------------------- | ------------------------- | ------------------------- | ------------------------- | ------------------------- | ------------------------- | ------------------------- | ------------------------- | ------------------------- |
| Aa                                                                                          | Ăă                        | Ââ                        | Bb                        | Cc                        | Dd                        | Đđ                        | Ee                        | Êê                        |                           | Gg                        | Hh                        | Ii                        |                           | Kk                        | Ll                        | Mm                        | Nn                        | Oo                        | Ôô                        | Ơơ                        | Pp                        | Qq                        | Rr                        | Ss                        | Tt                        | Uu                        | Ưư                        | Vv                        |                           | Xx                        | Yy                        |                           |
| Bảng chữ cái Latinh cơ bản của ISO                                                          |                           |                           |                           |                           |                           |                           |                           |                           |                           |                           |                           |                           |                           |                           |                           |                           |                           |                           |                           |                           |                           |                           |                           |                           |                           |                           |                           |                           |                           |                           |                           |                           |
| Aa                                                                                          |                           |                           | Bb                        | Cc                        | Dd                        |                           | Ee                        |                           | Ff                        | Gg                        | Hh                        | Ii                        | Jj                        | Kk                        | Ll                        | Mm                        | Nn                        | Oo                        |                           |                           | Pp                        | Qq                        | Rr                        | Ss                        | Tt                        | Uu                        |                           | Vv                        | Ww                        | Xx                        | Yy                        | Zz                        |
| Chữ J với các dấu phụ                                                                       |                           |                           |                           |                           |                           |                           |                           |                           |                           |                           |                           |                           |                           |                           |                           |                           |                           |                           |                           |                           |                           |                           |                           |                           |                           |                           |                           |                           |                           |                           |                           |                           |
| Ĵĵ                                                                                          | Ɉɉ                        | J̌ǰ                        | ȷ                         | ʝ                         | ɟ                         | ʄ                         |                           |                           |                           |                           |                           |                           |                           |                           |                           |                           |                           |                           |                           |                           |                           |                           |                           |                           |                           |                           |                           |                           |                           |                           |                           |                           |
| Ghép hai chữ cái                                                                            |                           |                           |                           |                           |                           |                           |                           |                           |                           |                           |                           |                           |                           |                           |                           |                           |                           |                           |                           |                           |                           |                           |                           |                           |                           |                           |                           |                           |                           |                           |                           |                           |
| Ja                                                                                          | Jă                        | Jâ                        | Jb                        | Jc                        | Jd                        | Jđ                        | Je                        | Jê                        | Jf                        | Jg                        | Jh                        | Ji                        | Jj                        | Jk                        | Jl                        | Jm                        | Jn                        | Jo                        | Jô                        | Jơ                        | Jp                        | Jq                        | Jr                        | Js                        | Jt                        | Ju                        | Jư                        | Jv                        | Jw                        | Jx                        | Jy                        | Jz                        |
| JA                                                                                          | JĂ                        | JÂ                        | JB                        | JC                        | JD                        | JĐ                        | JE                        | JÊ                        | JF                        | JG                        | JH                        | JI                        | JJ                        | JK                        | JL                        | JM                        | JN                        | JO                        | JÔ                        | JƠ                        | JP                        | JQ                        | JR                        | JS                        | JT                        | JU                        | JƯ                        | JV                        | JW                        | JX                        | JY                        | JZ                        |
| aJ                                                                                          | ăJ                        | âJ                        | bJ                        | cJ                        | dJ                        | đJ                        | eJ                        | êJ                        | fJ                        | gJ                        | hJ                        | iJ                        | jJ                        | kJ                        | lJ                        | mJ                        | nJ                        | oJ                        | ôJ                        | ơJ                        | pJ                        | qJ                        | rJ                        | sJ                        | tJ                        | uJ                        | ưJ                        | vJ                        | wJ                        | xJ                        | yJ                        | zJ                        |
| AJ                                                                                          | ĂJ                        | ÂJ                        | BJ                        | CJ                        | DJ                        | ĐJ                        | EJ                        | ÊJ                        | FJ                        | GJ                        | HJ                        | IJ                        | JJ                        | KJ                        | LJ                        | MJ                        | NJ                        | OJ                        | ÔJ                        | ƠJ                        | PJ                        | QJ                        | RJ                        | SJ                        | TJ                        | UJ                        | ƯJ                        | VJ                        | WJ                        | XJ                        | YJ                        | ZJ                        |
| Ghép chữ J với số hoặc số với chữ J                                                         |                           |                           |                           |                           |                           |                           |                           |                           |                           |                           |                           |                           |                           |                           |                           |                           |                           |                           |                           |                           |                           |                           |                           |                           |                           |                           |                           |                           |                           |                           |                           |                           |
|                                                                                             |                           |                           |                           | J0                        | J1                        | J2                        | J3                        | J4                        | J5                        | J6                        | J7                        | J8                        | J9                        |                           |                           |                           |                           |                           | 0J                        | 1J                        | 2J                        | 3J                        | 4J                        | 5J                        | 6J                        | 7J                        | 8J                        | 9J                        |                           |                           |                           |                           |
| Xem thêm                                                                                    |                           |                           |                           |                           |                           |                           |                           |                           |                           |                           |                           |                           |                           |                           |                           |                           |                           |                           |                           |                           |                           |                           |                           |                           |                           |                           |                           |                           |                           |                           |                           |                           |
| Biến thể Chữ số Cổ tự học Danh sách các chữ cái Dấu câu Dấu phụ ISO/IEC 646 Lịch sử Unicode |                           |                           |                           |                           |                           |                           |                           |                           |                           |                           |                           |                           |                           |                           |                           |                           |                           |                           |                           |                           |                           |                           |                           |                           |                           |                           |                           |                           |                           |                           |                           |                           |